# Andrzej Hejmej
Andrzej Hejmej (ur. 1970) – polski teoretyk literatury i komparatysta, doktor habilitowany, profesor Uniwersytetu Jagiellońskiego, w roku akademickim 2014/15 pełniący obowiązki kierownika Katedry Teorii Literatury na Wydziale Polonistyki Uniwersytetu Jagiellońskiego (podczas urlopu prof. Anny Burzyńskiej), zatrudniony w tejże katedrze na stanowisku profesora nadzwyczajnego. Uczeń prof. Stanisława Balbusa.

## Życiorys
Ukończył studia polonistyczne na Uniwersytecie Jagiellońskim, studiował także w Université de Paris I – Panthéon-Sorbonne, Université de Provence oraz Université de Liège. Stypendysta m.in. Fundacji na Rzecz Nauki Polskiej (1999, 2003, 2004). Członek Komitetu Nauk o Literaturze Polskiej Akademii Nauk oraz Polskiego Stowarzyszenia Komparatystyki Literackiej (w zarządzie). Przewodniczący Komitetu Redakcyjnego serii „Projekty Komparatystyki" (Universitas), członek Rady Naukowej czasopisma „Rocznik Komparatystyczny”.
Zajmuje się literaturą XX i XXI wieku, najnowszymi teoriami literatury, komparatystyką kulturową, zjawiskami intermedialnymi we współczesnej kulturze (zwłaszcza związkami literatury nowoczesnej z muzyką).

## Szkoła metodologiczna
Wokół prof. Andrzeja Hejmeja zgromadziła się grupa doktorantów zainteresowanych badaniami interdyscyplinarnymi czy też intermedialnymi. Wypromował dr Kamę Hawryszków, dra Tomasza Górnego, dr Michalinę Kmiecik, dr Katarzynę Kucię-Kuśmierską, dr Katarzynę Cudzich-Budniak, a obecnie pod jego opieką doktoryzują się m.in. Katarzyna Ciemiera i Norbert Gacek.

## Publikacje

### Książki
- Muzyczność dzieła literackiego, seria „Monografie FNP", Wydawnictwo Funna, Wrocław 2001 (wyd. II: Wydawnictwo Uniwersytetu Wrocławskiego, Wrocław 2002; wyd. III: Wydawnictwo Naukowe Uniwersytetu Mikołaja Kopernika w Toruniu, Toruń 2012), przekład angielski: Music in Literature. Perspectives of Interdisciplinary Comparative Literature, trans. by Lindsay Davidson, seria „Polish Studies – Transdisciplinary Perspectives", Peter Lang, Frankfurt am Main, Berlin, Bern, Bruxelles, New York, Oxford, Wien 2014.
- Muzyka w literaturze. Perspektywy komparatystyki interdyscyplinarnej, seria „Horyzonty Nowoczesności", Universitas, Kraków 2008 (wyd. II: 2012).
- Komparatystyka. Studia literackie — studia kulturowe, seria „Horyzonty Nowoczesności", Universitas, Kraków 2013.

### Książki redagowane/współredagowane
- Muzyka w literaturze. Antologia polskich studiów powojennych, Universitas, Kraków 2002.
- Intersemiotyczność: Literatura wobec innych sztuk (i odwrotnie). Studia, Universitas, Kraków 2004 (wraz ze Stanisławem Balbusem i Jakubem Niedźwiedziem).
- Dysonanse. Twórczość Stefana Kisielewskiego (1911–1991), Wydawnictwo Uniwersytetu Jagiellońskiego, Kraków 2011 (wraz z Kamą Hawryszków i Katarzyną Cudzich-Budniak).
- Różne głosy. Prace ofiarowane Stanisławowi Balbusowi na jubileusz siedemdziesięciolecia, Wydawnictwo Uniwersytetu Jagiellońskiego, Kraków 2013 (wraz z Dorotą Wojdą i Magdą Heydel).

### Ważniejsze artykuły
- Literatura w społeczeństwie medialnym, „Teksty Drugie" 2014, nr 2, s. 239–251.
- Intermedialność i komparatystyka intermedialna, „Przegląd Humanistyczny" 2013, nr 4, s. 13–18.
- Pasaże i refrakcje. Literatura – „filologia narodowa" – komparatystyka, [w:] Przyszłość polonistyki. Koncepcje – rewizje – przemiany, red. A. Dziadek, K. Kłosiński, F. Mazurkiewicz, Wydawnictwo Uniwersytetu Śląskiego, Katowice 2013, s. 69–76.
- Transpozycje intermedialne i literatura nowoczesna, [w:] Nowoczesność w polonistycznej edukacji. Pytania, problemy, perspektywy, red. A. Pilch, M. Trysińska, Wydawnictwo Uniwersytetu Jagiellońskiego, Kraków 2013, s. 213–221.
- Komparatystyka i (inna) historia literatury, „Ruch Literacki" 2012, z. 4–5, s. 401–422; także w: Historia literatury – reaktywacja, red. W. Bolecki, A. Łebkowska, Wydawnictwo IBL PAN [w druku]
- Europa lęku, „Kultura Współczesna. Teoria, Interpretacje, Praktyka" 2012, nr 4, s. 26–32.
- Opera Stefana Themersona („St. Francis & The Wolf of Gubbio or Brother Francis' Lamb Chops"), „Folia Litteraria Polonica" 2012, nr 2, s. 77–91.
- W „wielokulturowym świecie" Ryszarda Kapuścińskiego, [w:] Na pograniczach literatury, red. J. Fazan, K. Zajas, Universitas, Kraków 2012, s. 327–339; także w: „Ruch Literacki" 2011, z. 6, s. 585–595.
- Estetyka intermedialności Stefana Themersona („St. Francis & The Wolf of Gubbio or Brother Francis' Lamb Chops"), „Pamiętnik Literacki" 2011, z. 3, s. 55–76.
- Niestabilność komparatystyki, „Wielogłos" 2010, nr 1–2 (nr specjalny: „Komparatystyka dziś"), s. 68–84.
- Chopin i jego muzyka w sztukach scenicznych tekst zamieszczony na stronie internetowej http://www.chopin.pl/w_scenicznych.pl.html [2010]; przekład ang.: Chopin and his music on stage, tekst zamieszczony na stronie internetowej http://www.chopin.pl/stage.en.html [2010]
- Intermedialność i literatura intermedialna, [w:] Kulturowe wizualizacje doświadczenia, red. W. Bolecki, A. Dziadek, Wydawnictwo IBL PAN, Warszawa 2010, s. 275–286.
- Komparatystyka kulturowa: interpretacja i egzystencja, „Teksty Drugie" 2010, nr 5, s. 53–64; także w: Komparatystyka kulturowa: interpretacja i egzystencja, [w:] Komparatystyka dzisiaj, red. E. Szczęsna, E. Kasperski, Universitas, Kraków 2010, s. 67–80; przekład ukraiński: Культурологічна компаративістика: інтерпретація та екзистенція, przeł. M. Bracka, [w:] Захід – Схід: основні тенденції розвитку сучасного порівняльного літературознавства. Aнтологія, red. Л. Грицик, Ландон–ХХІ, Донецьк 2012, s. 173–185; przekład ang.: Comparative Cultural Studies: Interpretation and Existence, in From Modern Theory to a Poetics of Experience Polish Studies in Literary History and Theory, Grzegorz Grochowski, Ryszard Nycz (eds.), "Cross-Roads. Polish Studies in Culture, Literary Theory, and History", Vol. 4, Peter Lang, Frankfurt am Main, Berlin, Bern, Bruxelles, New York, Oxford, Wien 2014.
- Chopin i jego muzyka w literaturze, tekst zamieszczony na stronie internetowej http://www.chopin.pl/chopin_w_literaturze.pl.html [2009]; przekład ang.: Chopin and his music in literature, tekst zamieszczony na stronie internetowej http://www.chopin.pl/chopin_literature.en.html [2010]
- Dialogowość i komparatystyka, [w:] Dramatyczność i dialogowość w kulturze, red. A. Krajewska, D. Ulicka, P. Dobrowolski, Wydawnictwo Naukowe UAM, Poznań 2009, s. 294–304.
- Interkulturowość — literatura — komparatystyka, „Teksty Drugie" 2009, nr 6, s. 34–47; także w: Kultura w stanie przekładu. Translatologia — komparatystyka — transkulturowość, red. W. Bolecki, E. Kraskowska, Wydawnictwo IBL PAN, Warszawa 2012, s. 26–44.
- Tekst-partytura Michela Butora („Dialogue avec 33 variations de Ludwig van Beethoven sur une valse de Diabelli"), „Pamiętnik Literacki" 2007, nr 3, s. 157–176.
- Literackie inspiracje kompozytora, [w:] Marek Stachowski i jego muzyka, red. L. Polony, Akademia Muzyczna w Krakowie, Kraków 2007, s. 23–42.
- Interdyscyplinarność i badania komparatystyczne, [w:] Literatura i wiedza, red. W. Bolecki, E. Dąbrowska, Wydawnictwo IBL PAN, Warszawa 2006, s. 74–91; także w: „Wielogłos" 2007, nr 1, s. 35–53.
- Wokół Schaefferowskich partytur, „Teksty Drugie" 2006, nr 4, s. 31–46.
- Tekst (dźwiękowy) Mirona Białoszewskiego, „Przestrzenie Teorii" 5/2005, s. 53–74.
- Partytury poezji dźwiękowej (cykl Bernarda Heidsiecka, „Poèmes-partitions"), „Ruch Literacki" 2005, z. 1, s. 65–76; Partytury poezji dźwiękowej. O cyklu Bernarda Heidsiecka, „Poèmes-partitions", [w:] Semiotyka cyklu. Cykl w muzyce, plastyce i literaturze, red. M. Demska-Trębacz, K. Jakowska, R. Sioma, Wydawnictwo Uniwersytetu w Białymstoku, Białystok 2005, s. 373–385.
- Peryferyjne znaczenia muzyki („Aria: Awaria" S. Barańczaka), [w:] Filozofia muzyki. Studia, red. K. Guczalski, Musica Iagellonica, Kraków 2003, s. 146–160.
- Partytura literacka. Przedmiot badań komparatystyki interdyscyplinarnej, „Teksty Drugie" 2003, nr 4, s. 34–46.
- Stereotyp(y) muzyki w literaturze, „Przestrzenie Teorii" 2/2003, s. 35–48; także w: Stereotypy w literaturze (i tuż obok), red. W. Bolecki, G. Gazda, Wydawnictwo IBL PAN, Warszawa 2003, s. 322–333.
- Literatura poza literaturą: „Hérodiade" — „Hérodiade de Stéphane Mallarmé", [w:] Ostrożnie z literaturą! (przykłady, wykłady oraz inne rady), red. S. Balbus, W. Bolecki, Wydawnictwo IBL PAN, Warszawa 2000, s. 157–173.
- Muzyka w literaturze. (Perspektywy współczesnych badań), „Teksty Drugie" 2000, nr 4, s. 28–36.
- Konsekwencje sporu o (nie)muzyczność literatury. (Wokół „Muzyki w dziele literackim" Tadeusza Szulca), „Ruch Literacki" 2000, nr 1, s. 63–77.
- Literackie fugi („Preludio e Fughe" Umberta Saby i „Todesfuge" Paula Celana), „Pamiętnik Literacki" 1999, nr 2, s. 95–112.
- Słuchać i czytać: dwa źródła jednej strategii interpretacyjnej. „Podróż zimowa" Stanisława Barańczaka, „Pamiętnik Literacki" 1999, nr 2, s. 67–94.